# Il segreto di Susanna
Il segreto di Susanna è un intermezzo in un atto di Ermanno Wolf-Ferrari, su libretto di Enrico Golisciani. La prima rappresentazione si tenne in tedesco, su traduzione di Max Kalbeck col titolo Susannens Geheimnis, al Nationaltheater (Monaco di Baviera), il 4 dicembre 1909.
Gli interpreti della prima, diretta da Felix Mottl, furono:

Contessa Susanna: Ella Tordek;

Conte Gil: Friedrich Brodersen;

Sante: Josef Geis.

## Trama
L'azione si svolge in Piemonte all'inizio del XX secolo.
Il Conte rientra a casa, col sospetto di avere visto sua moglie, Susanna, camminare da sola per la strada, cosa che dopo le nozze le aveva proibito di fare. È sollevato quando scopre che Susanna sta suonando il piano nel salotto. La donna che aveva visto, però, era proprio la moglie, che poi è rientrata in casa poco prima del Conte.
Ma il sollievo del Conte dura poco. Nella stanza c'è odore di tabacco, e questo lo sorprende, poiché né lui, né Susanna, né il servo Sante fumano. Un improvviso, terribile pensiero fulmina il Conte: è possibile che Susanna lo tradisca con un fumatore? Egli parla alla moglie, vergognandosi di avere tali sospetti; vorrebbe abbracciare Susanna, ma nota che l'odore di tabacco viene proprio dai suoi abiti. Susanna infine ammette di avere un segreto, ma non vuole assolutamente dire di cosa si tratta. Susanna si chiude in camera e il Conte, furioso, prende a mettere la casa sottosopra. Ma poco dopo il Conte si appresta a uscire per raggiungere il suo club, Susanna gli porta l'ombrello e i due si riconciliano.
Appena il Conte lascia la casa, Susanna chiude la porta e apre il pacchetto che aveva consegnato a Sante rientrando in casa. Susanna estrae una sigaretta ed entrambi si mettono a fumare. Ecco qual era il segreto! Mentre lei e Sante fumano, però, il Conte ritorna. Sentendo nuovamente l'odore di tabacco, col pretesto di cercare l'ombrello che aveva dimenticato, si mette a cercare nella casa l'amante di Susanna. Non avendo avuto successo, il Conte, furioso, esce di nuovo, e Susanna si accende una seconda sigaretta. Il Conte rientra ancora, sicuro che questa volta coglierà la moglie in flagrante. Cerca di afferrarle la mano e si brucia, venendo così a scoprire il segreto di Susanna. I due si perdonano a vicenda e si giurano eterno amore fumando insieme.

## Discografia
| Anno | Cast: Susanna, Gil                | Direttore, Orchestra e Coro                                                                            | Etichetta                                      |
| ---- | --------------------------------- | --- | ---------------------------------------------- |
| 1952 | Ester Orel, Mario Borriello       | Alfredo Simonetto, Orchestra Sinfonica di Torino                                                       | LP: Fonit Cetra Deutsche Grammophon 18 136 LPM |
| 1954 | Elena Rizzieri, Giuseppe Valdengo | Angelo Questa, Orchestra Sinfonica di Torino della RAI                                                 | LP: Fonit Cetra CD: Warner Music (2003)        |
| 1976 | Maria Chiara, Bernd Weikl         | Lamberto Gardelli, Orchestra of the Royal Opera House Covent Garden                                    | LP: Decca                                      |
| 1980 | Renata Scotto, Renato Bruson      | John Pritchard, Philharmonia Orchestra                                                                 | CD e LP: CBS                                   |
| 1981 | Kimberly Swennes, Thomas Potter   | Mark Phelps, Registrato dal vivo a Bloomington per l'Indiana University                                |                                                |
| 1984 | Marjon Lambriks, Paul Wolfrum     | Peter Keuschnig, Orchestra Filarmonica di Danzica (In tedesco. Registrato dal vivo al teatro di Baden) | LP: Austria Tabak 120 823                      |
| 2005 | Judith Howarth, Angel Ódena       | Friedrich Haider, Orchestra Filarmonica di Oviedo                                                      | CD: Eufoda Philartis PAV 0608                  |
| 2008 | Dora Rodrígues, Marc Canturri     | Vasilij Petrenko, Royal Liverpool Philharmonic Orchestra                                               | CD: AVIE Records AV 2193                       |